# Fokker D.VI
Le Fokker D.VI était un avion de chasse biplan allemand de la Première Guerre mondiale. Il a été construit par les usines Fokker en quantité limitée en 1918. 

## Développement
À la fin de 1917, le constructeur d'avion Fokker-Flugzeugwerke construit deux prototypes de petits biplans, baptisés V.13. Ces appareils combinent des ailes du Fokker D.VII à échelle réduite avec un fuselage et un empennage très proches de ceux du Dr.I. Le premier prototype utilise un moteur rotatif Oberursel Ur.II de 82 kW (110 ch), tandis que le second était équipé d'un moteur bi-rotatif Siemens-Halske Sh.III de 119 kW (160 ch).
Fokker a soumis les deux prototypes aux essais de chasseurs d'Adlershof fin janvier 1918. À cette époque, Fokker a remotorisé le premier prototype avec l'Oberursel Ur.III de 108 kW (145 ch). Les pilotes trouvent les V.13 maniables et faciles à piloter. L'Idflieg émet un contrat de production après que les V.13 aient finalement été jugés comme les meilleures entrées à moteur rotatif de la compétition.

## Historique opérationnel
Le nouvel avion, baptisé D.VI, passe son essai de type officiel le 15 mars 1918. L'appareil de série est équipé de l'Oberursel Ur.II, le seul moteur rotatif allemand disponible. L'Idflieg autorise une production à petite échelle en attendant la disponibilité du Goebel Goe.III, plus puissant. Les livraisons commencent en avril et cessent en août, après seulement 59 appareils achevés. Sept appareils sont livrés à la Luftfahrtruppen (armée de l'air austro-hongroise).
En service, le D.VI est gêné par la faible puissance de l'Oberursel Ur.II. De plus, le manque d'huile de ricin et la mauvaise qualité du « Voltol », un lubrifiant de substitution, réduisent considérablement la durée de vie et la fiabilité du moteur. Le D.VI reste en service de première ligne jusqu'en septembre 1918 et continue à servir dans les unités d'entraînement et de défense intérieure jusqu'à l'Armistice.

## Variantes
- V.13 / 1 : Premier prototype, propulsé par un moteur en étoile Oberursel Ur.III de 108 kW (145 ch)
- V.13 / 2 : Deuxième prototype, propulsé par un moteur en étoile Siemens & Halske Sh.III de 119 kW (160 ch)